# Atractodes politus
Atractodes politus là một loài tò vò trong họ Ichneumonidae.